# Laevidentalium lubricatum
Laevidentalium lubricatum är en blötdjursart som först beskrevs av Sowerby 1860.  Laevidentalium lubricatum ingår i släktet Laevidentalium och familjen Laevidentaliidae. Inga underarter finns listade i Catalogue of Life.